# 白忙堡 (蒙大拿州)

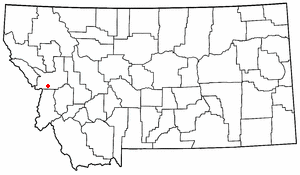
白忙堡的大概位置被显示在这幅地图上。

白忙堡，或者称徒劳堡（英语：Fort Fizzle），是一座美國克利尔沃特战役的临时军事哨站，它被建立于1877年7月，以拦截从爱达荷穿过洛洛通道到达蒙大拿比特鲁特谷（“苦根谷”）的溃逃的内兹珀斯印第安人。这个名字描述了这座堡垒的结局。

## 背景
在内兹珀斯战争中，美军虽然在1877年7月11-12日的克利尔沃特战役中击败了山雷酋长领导的内兹珀斯人，但是并没有挫伤其锐气。内兹珀斯人勇士的人数约为200人，总人数约为750人，并且还带着2000多匹马。在奥利弗·霍华德将军的追击下，他们决定穿过洛洛通道，逃到比特鲁特谷并向大平原前进。内兹珀斯人对这个地区很熟悉。在去大平原狩猎野牛的途中，他们总是这里的常客。内兹珀斯人首领玻璃镜劝其他内兹珀斯人首领们说，他们在蒙大拿会很安全，不会被美军伤害，并且他能够带领他们到达他的朋友克罗印第安人们之中去，得到安全的庇护。

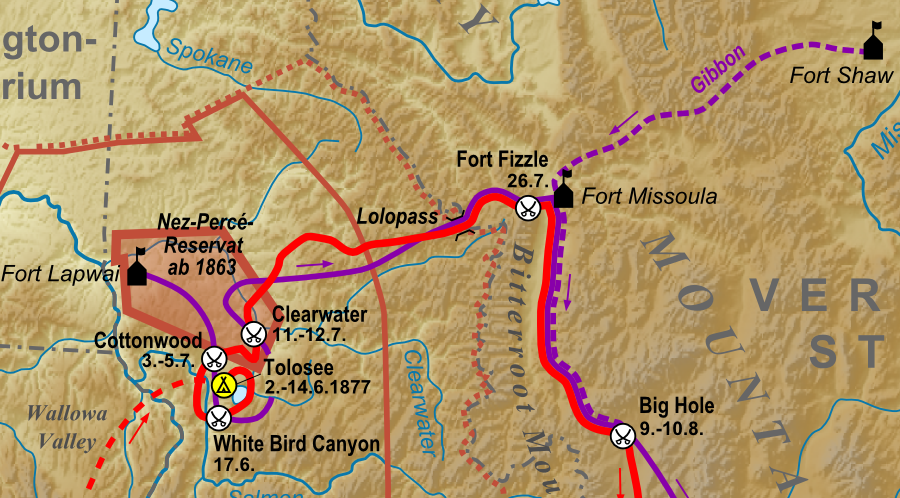
内兹珀斯人穿过洛洛通道到达白忙堡及更远地方的路线。

## 美军与内兹珀斯人

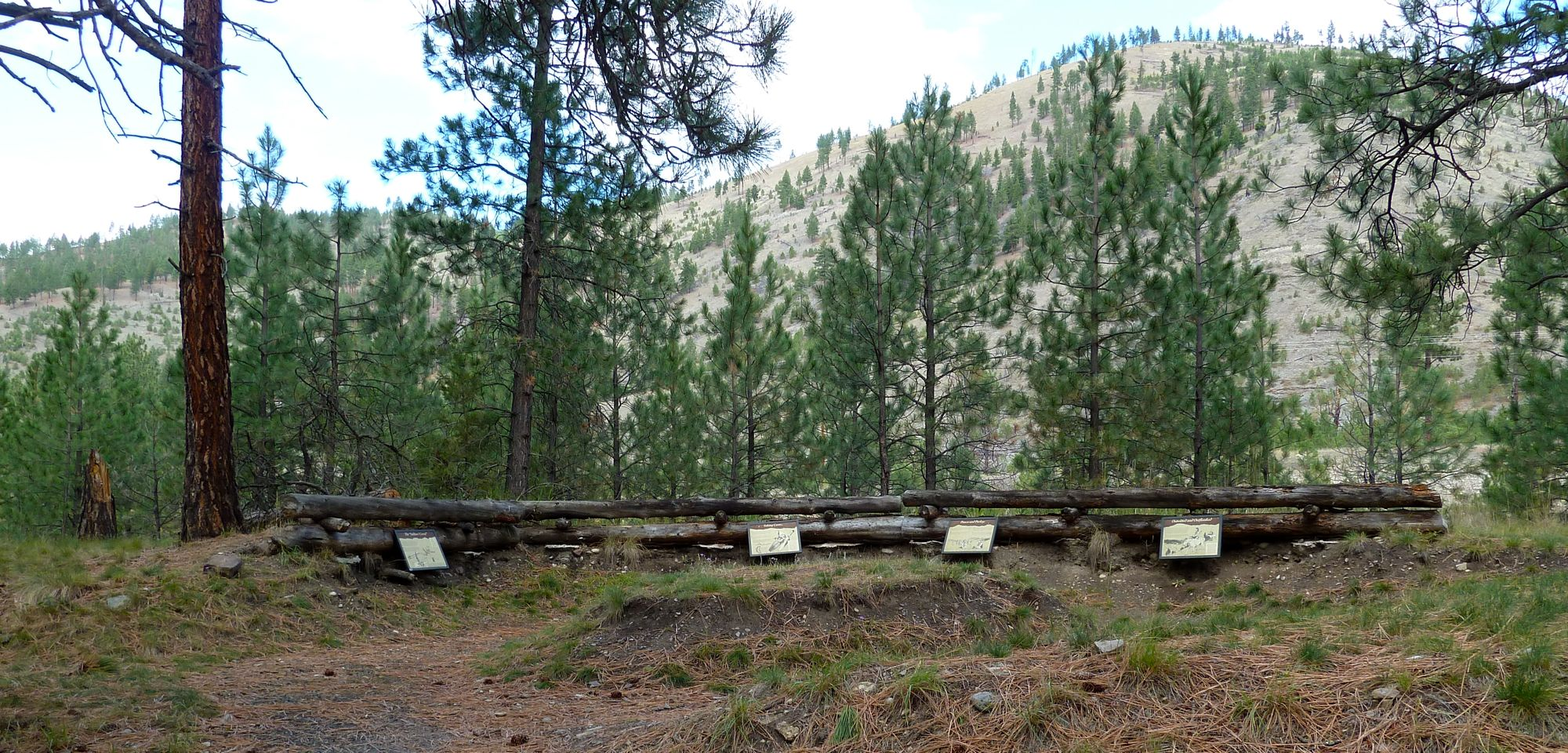
蒙大拿州白忙堡历史遗址的白忙堡的部分再现

比特鲁特谷的白人拓荒者和美军士兵们被电报告知内兹珀斯人正沿着他们的道路而来，他们要做好自卫的准备。查尔斯·罗恩（Charles Rawn）上尉只有35名士兵来防御这个山谷。在7月23日，两名曾被内兹珀斯人俘虏过得白人青年向罗恩报告说，内兹珀斯人正扎营于通道的蒙大拿一端的洛洛温泉，并且他们距离比特鲁特谷的白人定居点只有几英里。内兹珀斯人释放这两名青年，是希望他们帮忙传话说，他们想要和平通过那些白人定居点。不过，罗恩被命令要“通过武力迫使这些印第安人交出他们的武器和弹药，并且还要阻止他们在比特鲁特谷的通行”。
在7月25日，罗恩和他的35名士兵及50名平民志愿兵们建造了一座原木与泥土的堡垒。堡垒位于内兹珀斯人扎营地以下两三英里处，在蒙大拿洛洛以西约五英里处。在7月26日，罗恩与玻璃镜会面。玻璃镜要求没有暴力地穿过比特鲁特谷，罗恩则要求内兹珀斯人交出他们的武器和弹药。这场会面无果而终。
次日，216名武装人员，包括15或20名平头族印第安人侦察兵，集结于这座临时建造的堡垒，而蒙大拿总督本杰明·弗·波茨也抵达了。罗恩与玻璃镜再次会面并且都重复了各自的要求。当罗恩返回了堡垒并说他曾参与过一场与内兹珀斯人的战役时，大多数志愿兵都离开了，并且宣称“他们这一群人不应该做出敌对之举，去对这些印第安人挑衅”。又过了一天的早晨，7月27日，只剩下不到100人坚守这座堡垒并对抗内兹珀斯人。波茨总督也找了理由离开。
根据山雷酋长所说，罗恩上尉同意了允许内兹珀斯人和平地通过比特鲁特谷。但罗恩从未承认做过如此一项同意。
罗恩和他的士兵们待在堡垒的壕沟里。这座堡垒守在峡谷的一个200码（180米）宽的通道处。围着这个峡谷的两侧，是“连山羊都不能通行的”陡峭的山脊。不过，在7月28日，内兹珀斯人的男女老幼和牲畜们都爬上了这些山脊并绕过了这座堡垒，将那些守卫者们丢在了他们后方。罗恩和他的士兵们与山脊上的内兹珀斯人对射了几枪，之后他们丢弃了这座堡垒，以安全距离跟随着这些印第安人深入到了比特鲁特谷之中。士兵们的一支先头队撞上了内兹珀斯人的后卫队。玻璃镜与他们互致了友好的问候。五十名平民志愿兵无意中走入了内兹珀斯人的营地并被抓捕，但是在玻璃镜承诺了不会对任何人使用暴力之后，他们被释放了。士兵们撤退到了蒙大拿米苏拉。平民志愿兵们解散。内兹珀斯人从当地的大牧场和农场的经营者们那里购买了精力充沛的马匹和新鲜的食物及新到的补给，继续起了他们向南穿越比特鲁特谷的行程。
如此，这座临时的堡垒获得了它的名字——“白忙堡”。

## 后果
白忙堡的完全失败激起了谴责与反谴责之间的对战。美国政府与美军谴责蒙大拿政府及其公民们懦弱与愚笨，而对方则反驳这样的谴责。一名志愿兵解释道：“我们还没有愚蠢到去无益地激起这些印第安人来蹂躏我们的山谷。”许多蒙大拿人，包括总督和煽风点火的新闻记者，都开始赞同地评论内兹珀斯人的“勇敢”和“胆大妄为”以及公民们巧避武装冲突的智慧。
不过，内兹珀斯人在战争中的暂缓期是短暂的。他们因为和平地通过了比特鲁特谷而又一次放松在了自满之中。他们将在8月9日的血腥的比格霍尔战役中被约翰·吉本上校及200名士兵所攻击。
这座堡垒的一部分已经在白忙堡历史遗址被重建了出来。